# Устриці Рокфеллера

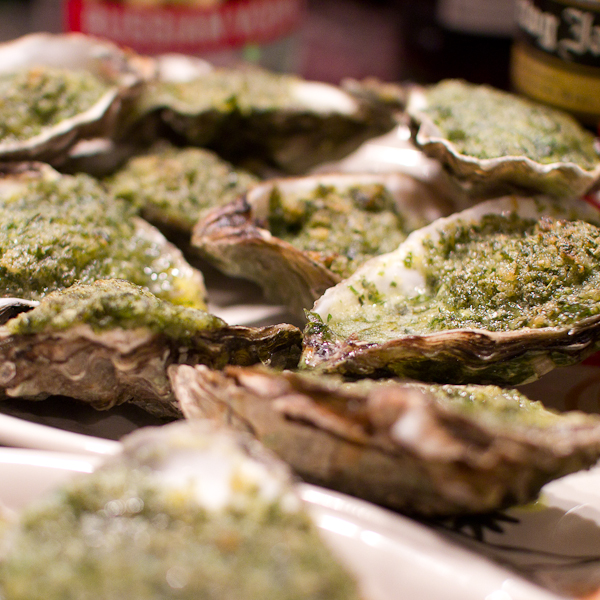
Устриці Рокфеллера

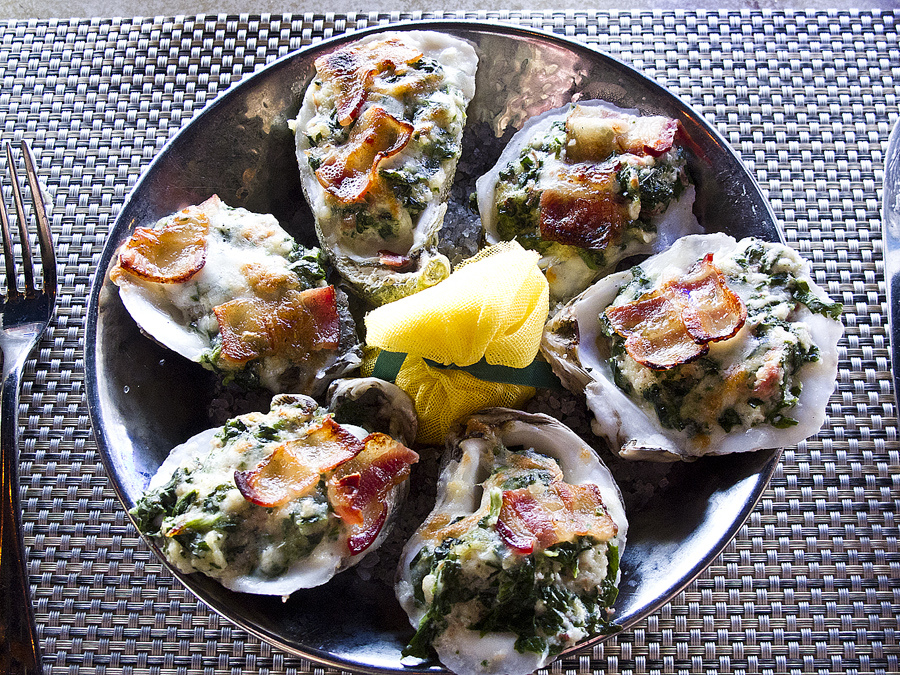
Устриці Рокфеллера з шматочками бекону

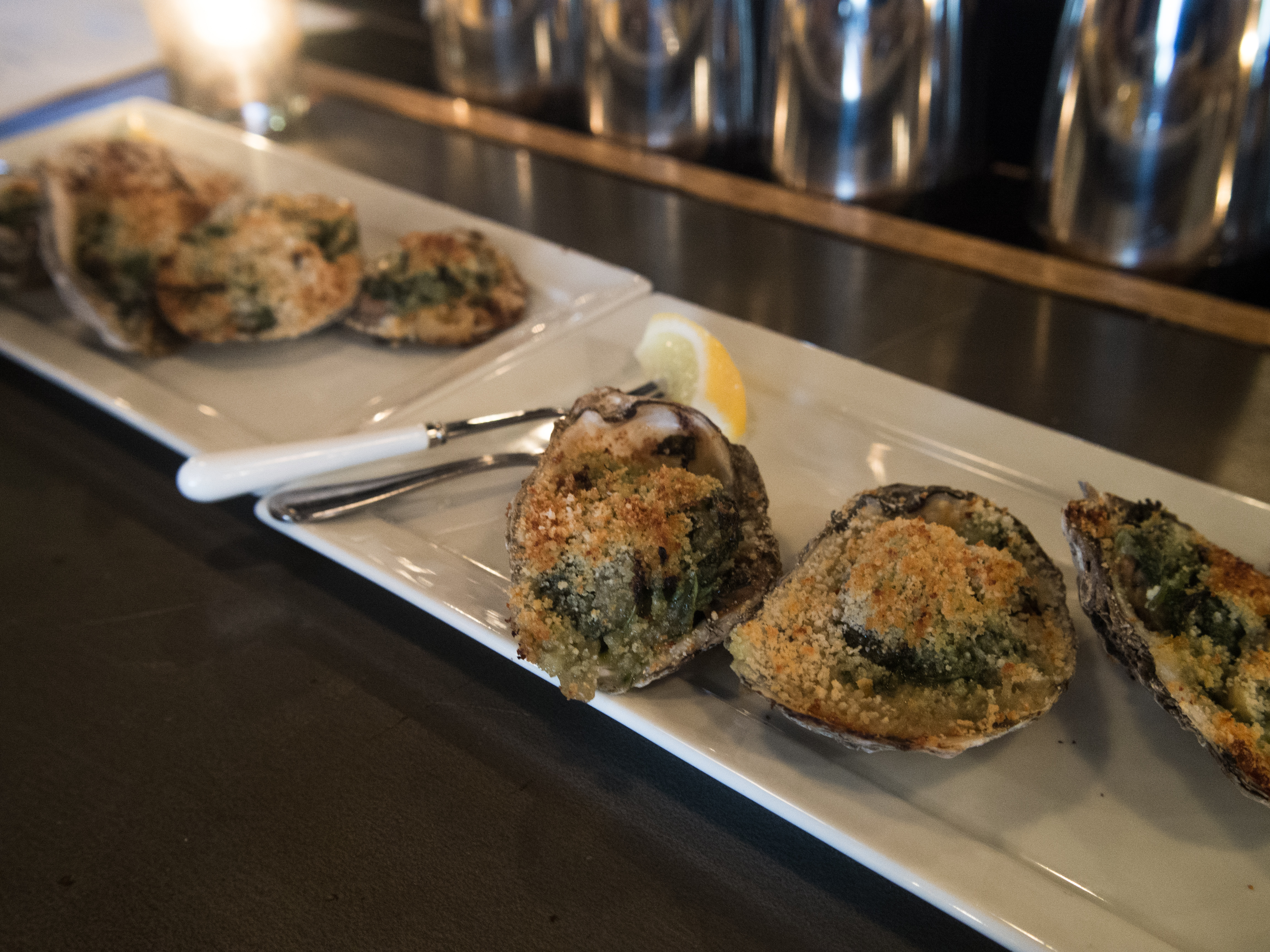
Устриці Рокфеллера, обсмажені на відкритому вогні з хлібними крихтами

Устриці Рокфеллера — страва, до якої входять : устриці, які готуються на половині мушлі з соусом з вершкового масла, петрушки та інших трав і хлібних крихт. Устриці зазвичай запікають або смажать на відкритому вогні. Зазвичай подається з лимонним дольками.
Соус в оригіналі може містити шпинат, що надасть страві яскраво-зеленого акценту. В багатьох сучасних адаптаціях цього рецепту використовують нарізані устриці, а не цілі. Окрім того, часто до страви часто додають нарізаний кубиками бекон як нетрадиційний топінг до страви. Бекон може додаватись до соусу або замість нього.
Страва — популярна ресторанна закуска в Сполучених Штатах. Однак на півдні США її часто споживають на ланч.

## Історія страви
Устриці Рокфеллера були створені в 1899 році у Новому Орлеані в ресторані Antoine's Жюлем Альтіатором, сином засновника Антуана Алчіаторе. Жюль розробив страву через дефіцит равликів, замінивши їх на місцеві доступні устриці. Рецепт залишається незмінним уже майже три з половиною мільйони замовлень. 
Страва була названа Устрицями Рокфеллером на честь Джона Д. Рокфеллера за її надзвичайне багатство. Страва складається з устриць що подаються на половині мушлі з зеленим соусом, і хлібними крихтами. Устриці зазвичай запікають або запікають на відкритому вогні.
Хоча оригінальний рецепт соусу є секретом, він містить пюре з декількох зелених овочів, зі шпинатом, чи без. Подібні версії страви з'являлись у різних ресторанах Нового Орлеана, і жодна з них не була визнана її точною копією.
Шеф-кухар Алтон Браун стверджує в епізоді «Shell Game» свого серіалу «Good Eats», що транслюється американським телеканалом Food Network, що Алчіаторе забрав рецепт до могили, і будь-яка версія з того часу є лише неточною копією. Хоча багато людей, що готують цю страву, досягають фірмового зеленого кольору соусу, просто використовуючи шпинат, шеф-кухарі Антуана заперечують його наявність в оригінальному рецепті. Лабораторний аналіз, що був виконаний 1986 року Вільямом Паундстоуном в Bigger Secrets показав, що його основними інгредієнтами були: петрушка, селера, що перетирається в пюре через сито, цибуля шалот або цибуля-трибулька (в харчовій лабораторії не вдалось встановити, який саме вид цибулі був використаний), оливкова олія та каперси.
Абсент Pernod Fils, популярний напій вікторіанської епохи, виробництво якого було припинено в 1915 році, є одним з можливих оригінальних інгредієнтів.  Малкольм Хеберт, місцевий житель Луїзіани, автор книги кулінарних книг та редактор «Вино та Їжа», не включає в рецепт шпинату, а додає до соусу анісовий лікер Herbsaint.  Однак виробництво Herbsaint розпочалось у 1934 році; анісового лікеру Pernod Fils — лише після Першої світової війни, а отже ні той, ні другий не могли бути в оригінальному рецепті.

## Зноски
1. ↑  Ternikar, F. (2014). Brunch: A History. The Meals Series. Rowman & Littlefield Publishers. p. 3. ISBN 978-1-4422-2943-3.. {{cite book}}: Перевірте значення |isbn=: недійсний символ (довідка)
2. ↑  Pernod (on 2 June 2009.). A Long Heritage: Key Dates.